# Orlando Cepeda
Pour les articles homonymes, voir Cepeda.
Orlando Manuel Cepeda Penne, né le 17 septembre 1937 à Ponce (Porto Rico) et mort le 28 juin 2024 à Concord (Californie), est un joueur américain de baseball entre 1958 et 1974.

## Biographie
Orlando Cepeda était membre de la Major League Baseball aux États-Unis. Il jouait au premier but, lançait et frappait de la droite.
Il participa 11 fois au match des étoiles, remporta en 1967 le titre de joueur par excellence de la ligue nationale.
Il est élu au temple de la renommée en 1999.

### Giants de San Francisco

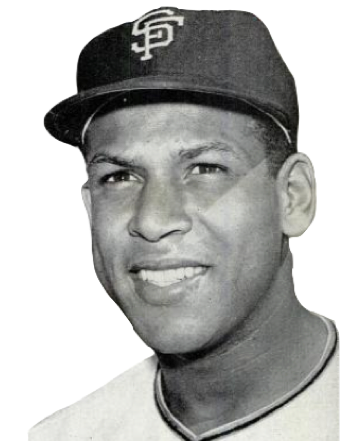
Orlando Cepeda en 1962.

Orlando Cepeda fait ses débuts en ligue Majeure le 15 avril 1958 contre les Dodgers de Los Angeles où il obtient son premier coup sûr, un coup de circuit. Il est élu recrue de l'année.
En 1961, Orlando Cepeda frappe 46 circuits et termine deuxième du vote de joueur par excellence de la ligue derrière le joueur des Reds de Cincinnati Frank Robinson.
Entre 1958 et 1964, il frappe en moyenne 32 circuits et 107 point produit avec une moyenne au bâton de ,307.

### Cardinals de St Louis
Le 8 mai 1966, Orlando Cepeda est échangé aux Cardinals de Saint Louis contre Ray Sadecki.
Il termine avec une moyenne de ,303 dans les 132 matchs joués avec St Louis.
En 1967, il frappe en moyenne ,325 avec 25 circuits et 111 points produits. Il est voté joueur par excellence unanimement. Il devient le deuxième joueur de la ligue nationale à être élu unanimement au vote du joueur par excellence après Carl Hubbell en 1936.

### Braves d'Atlanta
Orlando Cepeda joue pour les Braves d'Atlanta de 1969 à 1972.

### Athletics d'Oakland
Orlando Cepeda joue 3 matchs pour les Athletics d'Oakland en 1972 durant lesquels il n'obtient aucun coup sur.

### Red Sox de Boston
En 1973, Orlando Cepeda signe avec les Red Sox de Boston où il frappa ,289 avec 20 circuits et 86 points produits. Cepeda devient le premier joueur à frapper au moins 20 circuits avec 4 équipes différentes.

### Royals de Kansas City
Orlando Cepeda termine sa carrière avec les Royals de Kansas City le 19 septembre 1974.

## Honneurs
En 1994, lors de sa dernière année d'éligibilité au temple de la renommée, Orlando Cepeda lui manque 7 votes. En 1999, il est élu au temple de la renommée grâce au Comité des vétérans. Au moment de son élection, Roberto Clemente était le seul joueur de Porto Rico élu au temple de la renommée.

## Citation(s)
- « The trick against Don Drysdale is to hit him before he hits you ».